# Nate Johnson (cestista 1977)
Nathaniel Johnson, detto Nate (Camden, 8 settembre 1977), è un ex cestista statunitense, professionista nella D-League, in Europa e in Asia.

## Palmarès

### Squadra
- Supercoppa italiana: 1

Pall. Cantù: 2003

### Individuali
- All-NBDL Second Team (2003)
- Miglior marcatore NBDL (2003)
- MVP Supercoppa italiana: 1
 Pall. Cantù: 2003